# 프라타마조레
프라타마조레(이탈리아어: Frattamaggiore)는 이탈리아 캄파니아주 나폴리현에 위치한 코무네다.